# Єгоров Юрій Миколайович
Юрій Миколайович Єгоров (27 січня 1926, Сталінград — 12 жовтня 2008, Одеса, Україна) — український художник, класик одеської школи живопису. Займався станковим і монументальним живописом, графікою, створював гобелени, кераміку, вітражі, мозаїки.

## Біографія
Народився у Сталінграді. Батьки були балетними танцівниками. Особистість чутливого хлопчика формувалася під впливом романтичного музичного театру, де проявлявся піднесений стан людини, що у подальшому стане визначальною якістю героїв картин художника. У творчості Ю. Єгорова він проявився у зверненні до монументальних технік: розпису, мозаїки, гобелену. У 1941 р. разом з трупою Одеського оперного театру сім'я Єгорових була евакуйована до Ташкенту, а потім переїхала до Красноярську. Там він познайомився з київськими художниками Степаном Андрійовичем Кириченко і Зінаїдою Волковіцькою, які стали його першими вчителями. За альбомами вони знайомили юнака зі світовим мистецтвом, відкривали для нього творчість Сезанна, Веласкеса та ін. У 16 років художник-початківець вступив до Спілки художників м. Красноярськ. Повернувшись в 1946 р. до Одеси, Ю. Єгоров був прийнятий одразу на IV курс живописного відділення художнього училища, де навчався у майстерні професора Теофіла Фраєрмана.
У 1948 р. він вступив до Ленінградського державного інституту живопису, скульптури та архітектури ім. І. Рєпіна при Академії мистецтв СРСР. Будучи студентом IV курсу, він перейшов на IV курс факультету монументального живопису Вищого художньо-промислового училища ім. В. Мухіної, де його вчителями були К. Л. Йогансон, Г. О. Рубльов, Г А. Савінов. У 1955 році Ю. М. Єгоров переїхав до Одеси, де до 1957 року викладав в Одеському художньому училищі ім. М. Б. Грекова, був ректором Одеської Академії мистецтв (1995—1997).
З початку 60-х навколо Єгорова гуртувалася творча молодь, яка згодом сформувала «одеський нонконформізм». Фактично Єгоров не був нонконформістом, проте всіляко допомагав і підтримував молодих художників, які обрали складний шлях протистояння системі. Саме Єгоров чітко поставив питання про одеську школу живопису і сформував її основні постулати, ставши таким чином, одночасно ставши і найяскравішим представником, і теоретиком цього напрямку.
Учасник численних вітчизняних і зарубіжних художніх виставок живопису, графіки та монументального мистецтва. З 1958 року член Спілки художників УРСР, а в 1989 — присвоєно звання «Заслужений діяч мистецтв УРСР». 
Після смерті художника, у червні 2009 року, у Музеї сучасного мистецтва Одеси було відкрито зал постійно діючої експозиції його творів.

## Море Єгорова
Море — невід'ємна складова художнього світу митця.
Так пише про море Єгоров у своїх спогадах: «… Ми троє у цей літній ранок стоїмо на краю обриву; праворуч, ліворуч і в неосяжній далечині перед нами сліпучо виблискує гарячим сріблом гігантський щит моря. Хтось із нас гикає, і по черзі, нахиляючись вперед над вузенькою стежкою, ми стрімко спускаємось вниз до цього неосяжного, блискучого блаженства …
Багато картин почали своє повільне, незриме зростання тоді, коли я десятирічним хлопчиком жив на дачі Великого Фонтану, і чимало речей існувало як можливість, про яку я сам ще не здогадувався. У чомусь ця можливість виявилася щасливою, оскільки у вічній драмі між можливим, тим, що має бути, і реальним, дещо здійснилось».
Для творчого методу Єгорова характерним є багаторазове повернення до одного мотиву. Художник зосереджує увагу не на пошуку нового оповідального сюжету, а на максимально виразному трактуванні картинного образу. Звідси взаємозв'язок зі сталими композиціями античності і Ренесансу, на які він орієнтується, створюючи свою варіацію на одвічні теми. Єгоров порівнював себе із золотошукачем, який, знайшовши дорогоцінну «жилу», намагається повністю її розробити. Коли, ґрунтуючись на інтуїції та високій художній культурі, живописець відчував, що наближається до скарбів, то протягом багатьох років не переставав розробляти свої «копальні», розвиваючи знайдені форми — пози — розташування фігури у просторі.
Істотною відмінністю манери майстра від способів зображення, що склалися у попередній мариністиці, є його активна робота з великим планом, коли образ моря подається у безпосередній близькості по відношенню до глядача. Раніше море було прийнято зображати панорамно: водна широчінь гармонійно і врівноважено поєднується з елементами ландшафту, що добре запам'ятовуються, — горами, скелями, урвищами і, з іншого боку, з небесними просторами. Іноді на полотні з'являються людські фігурки, частіше як стафаж. Але у будь-якому випадку, як правило, море показується у перспективному віддаленні, як об'єкт, який ми сприймаємо майже виключно зором (це характерно і для академічної манери художників XIX століття — І. Айвазовського, О. Боголюбова, Л. Лагоріо, М. Латрі, Р. Судковського, і для зачинателів імпресіонізму — Е. Мане, К. Моне, А. Сіслея, Дж. Уістлера, а також для вітчизняних майстрів, які працювали на зламі століть чи вже у XX столітті, — І. Похітонова, Г. Ладиженського, П. Нілуса, В. Синицького, М. Шелюто, Г. Малишева, Е. Морозова, В. Подобєда та інших).
Навпаки, у Єгорова море зображується як би впритул до рами картини. Часто воно займає більшу частину полотна. Художник, як правило, тяжіє до особливого ракурсу, який передбачає вид зверху, при якому захоплюється невелика ділянка берегового краю і дуже вузька смуга неба. У силу такого наближення (що нерідко має ефект схожий на наїжджання камери оператора) ми безпосередньо можемо роздивитись його фактуру і відчути «плоть», «тканину», «шаруватість» (якщо скористатися проникливою поетичною характеристикою Арсенія Тарковського) води.
Завдяки такому «кадруванню» почуття монументальності, моці моря виявляється принциповою і специфічною характеристикою створюваного образу. Його невід'ємна складова — дуже виразна і підкреслена величезна важкість води. Причому це в цілому властиво Єгорову, його маринам різноманітним за настроєм, навіть тим, що сповнені легкістю, хоча атмосфера безтурботності, невагомості є взагалі не характерною для робіт цього живописця. Контрасти, що виникають під гранично яскравим, сліпучим освітленням, загострена гра світлотіні дозволяють особливо виділити щільність, важкість водної маси.
І ще один характерний прийом, особливість єгоровського зображення моря — це принципова закругленість лінії горизонту.
Відомо, наприклад, що Айвазовський протягом довгих багатогодинних прогулянок узбережжям захоплено спостерігав таємничу, притягальну стихію у пору невиразного світанку або ясного півдня, сутінків, що ледь починаються або звучного, часом навіть урочистого заходу. Однак, у відчутті Єгорова бачиться дещо інше. Видається, що він, на відміну від своїх попередників — «споглядачів», закохався в море активно, дієво — занурюючись в нього, як наприклад, це роблять дельфіни, граючи, пізнаючи його ніби не згори, зовні, а з глибини. Цей ракурс зображення можна було б умовно назвати поглядом пірнальника. Того, хто органічно відчуває себе у воді, яка опирається його руху, так ніби це простір життєвого середовища, одночасно долаючи її, ніби в сутичці, і вливаючись до її шарів, відчуваючи їх напруження та силу, що виштовхує. Ця відчута зсередини і, ймовірно, навіки відбита в емоційній пам'яті могутня краса моря дала основу єдності і в той же час багатству і різноманітності уявлень про нього у творчості художника. Це колосальна енергія морських просторів, котра таїться під грайливою, виблискуючою поверхнею — «Ранок», 1967 (Одеський художній музей); «Дівчина з прапором», 1971 (галерея «Red Square», Лондон); «Незабаром рушаємо…», 1973 (Третьяковська галерея, Москва); «Біля моря», 1974 (Одеський художній музей). І бурхливо динамічне, немов раптово оголене життя вирв, що затягують до безодні, водоверті, що зненацька опинилася вгорі глибинних течій — «Кароліно-Бугаз», 1970 (галерея «Red Square», Лондон). Холодна міць, що захоплює величчю стихії у «Ланжерон у листопаді», 1979 (Одеський художній музей), та ультрамаринове, наче у глибокому сапфірі, сяйво моря у «Вечір в липні», 1991 (приватна колекція М. Кнобеля, Одеса).

## Персональні виставки
- 2012 — NT-Art Gallery, Одеса, Україна.
- 2008 — NT-Art Gallery, Одеса, Україна (каталог).
- 2006 — Одеський художній музей, Одеса, Україна.
- 2001 — The Air Gallery, ArtLondon.Com Ltd, Лондон, Велика Британія.
- 1996 — Одеський художній музей, Одеса, Україна.
- 1991 — Red Square Gallery, Лондон, Велика Британія.
- 1990 — Red Square Gallery, Лондон, Велика Британія.
- 1989 — Центральний виставкова зала, Москва, СРСР.
- 1988 — Друга виставка художників-монументалістів. Виставкова зала Одеського союзу художників, Одеса, СРСР.
- 1987 — Центральний виставкова зала, Ленінград, СРСР.
- 1977 — Центральний Будинок Робітників Мистецтва, Москва, СРСР.
- 1977 — Одеський художній музей, Одеса, Україна.
- 1976 — Одеський художній музей, Одеса, Україна.
- 1961 — Одеська картинна галерея, Одеса, Україна.

## Групові виставки
- 2015 — «Сузір'я. Юрій Єгоров, Олександр Ройтбурд», Dymchuk Gallery, Київ, Україна.
- 2013 — «Одеська школа. Традиції та актуальність», Мистецький Арсенал, Київ, Україна.
- 2013 — «Одеська школа. Традиції та актуальність», Арт-Донбас, Донецьк, Україна (каталог).
- 2013 — «Бебеля, 19. Квартирні виставки», NT-Art Gallery, Одеса, Україна (каталог).
- 2013 — «Бебеля, 19. Квартирні виставки». У рамках проекту IV Fine Art Ukraine. Мистецький Арсенал, Київ, Україна (каталог).
- 2012 — «Середня нога», NT-Art Gallery, Одеса, Україна (каталог).
- 2012 — «Музика світу», NT-Art Gallery, Одеса, Україна (каталог).
- 2010 — II Fine Art Ukraine, Мистецький Арсенал, Київ, Україна.
- 2008 — Як молоді ви були … Одеські художники-нонконформісти. 60-ті — 80-ті роки ХХ століття у збірках Фелікса Кохріхта та Анатолія Димчука, NT-Art Gallery, Одеса, Україна (каталог).
- 2005 — «The Odessa Group. Paintings and Graphic Works by Six Major Artists of the Odessa School»: «Одеська група. Виставка шести провідних художників одеської школи», галерея «Chambers», Лондон, Велика Британія (каталог).
- 2004 — «Одеська школа сьогодні. Півстоліття разом», Одеський художній музей, Одеса, Україна (буклет).
- 1999 — «Виставка одеських художників», Виставкова зала Союзу художників, Київ, Україна.
- 1999 — «Мамай». Виставка до 4-го Всесвітнього конгресу україністів, Художній музей, Одеса, Україна.
- 1993 — ІІІ міжнародне бієнале «Імпреза — 93», Івано-Франківськ, Україна (каталог).
- 1987 — Перша виставка художників-монументалістів, Художній музей, Музей західного та східного мистецтва, Одеса, СРСР.
- З 1965 — участь у республіканських та всесоюзних виставках.

## Роботи у музейних колекціях
- Музей «Зіммерлі», Нью Джерсі, США.
- Одеський художній музей, Одеса, Україна.
- Третьяковська галерея, Москва, РФ
- Художній музей, Миколаїв, Україна